# Định lý virian
Trong cơ học, định lý virian cung cấp một phương trình tổng quát cho mối liên hệ giữa giá trị trung bình theo thời gian của tổng động năng của một hệ ổn định các hạt rời rạc, chịu tác động của các lực thế, với giá trị trung bình theo thời gian của thế năng. Công thức của định luật này là:
{\displaystyle \left\langle T\right\rangle =-{\frac {1}{2}}\,\sum _{k=1}^{N}{\bigl \langle }\mathbf {F} _{k}\cdot \mathbf {r} _{k}{\bigr \rangle }}
trong đó {\displaystyle T} là tổng thế năng của N hạt; Fk là lực tác động lên hạt thứ k, rk là tọa độ vị trí của hạt thứ k, và dấu ngoặc nhọn biểu thị giá trị trung bình theo thời gian. Từ virian biểu thị vế phải của phương trình, có nguồn gốc từ chữ Latinh vis, có nghĩa là lực hoặc năng lượng, và được Rudolf Clausius xác định ý nghĩa mang tính kỹ thuật vào năm 1870.